# Кулыколь (Акжарский район)
Кулыколь (каз. Қулыкөл) — село в Акжарском районе Северо-Казахстанской области Казахстана. Административный центр Кулыкольского сельского округа. Код КАТО — 593438100.
Находится примерно в 10 км к северо-востоку от села Талшик, административного центра района, на высоте 62 метров над уровнем моря. Код КАТО — 593438100.

## Население
В 1999 году население села составляло 1040 человек (544 мужчины и 496 женщин). По данным переписи 2009 года, в селе проживало 799 человек (419 мужчин и 380 женщин).